# HAL HF-24
O HAL HF-24 Marut, (Sânscrito: मरुत्, "Espírito da 'Tempestade'") foi a primeira aeronave a jato projetada e construída na Índia.

## História

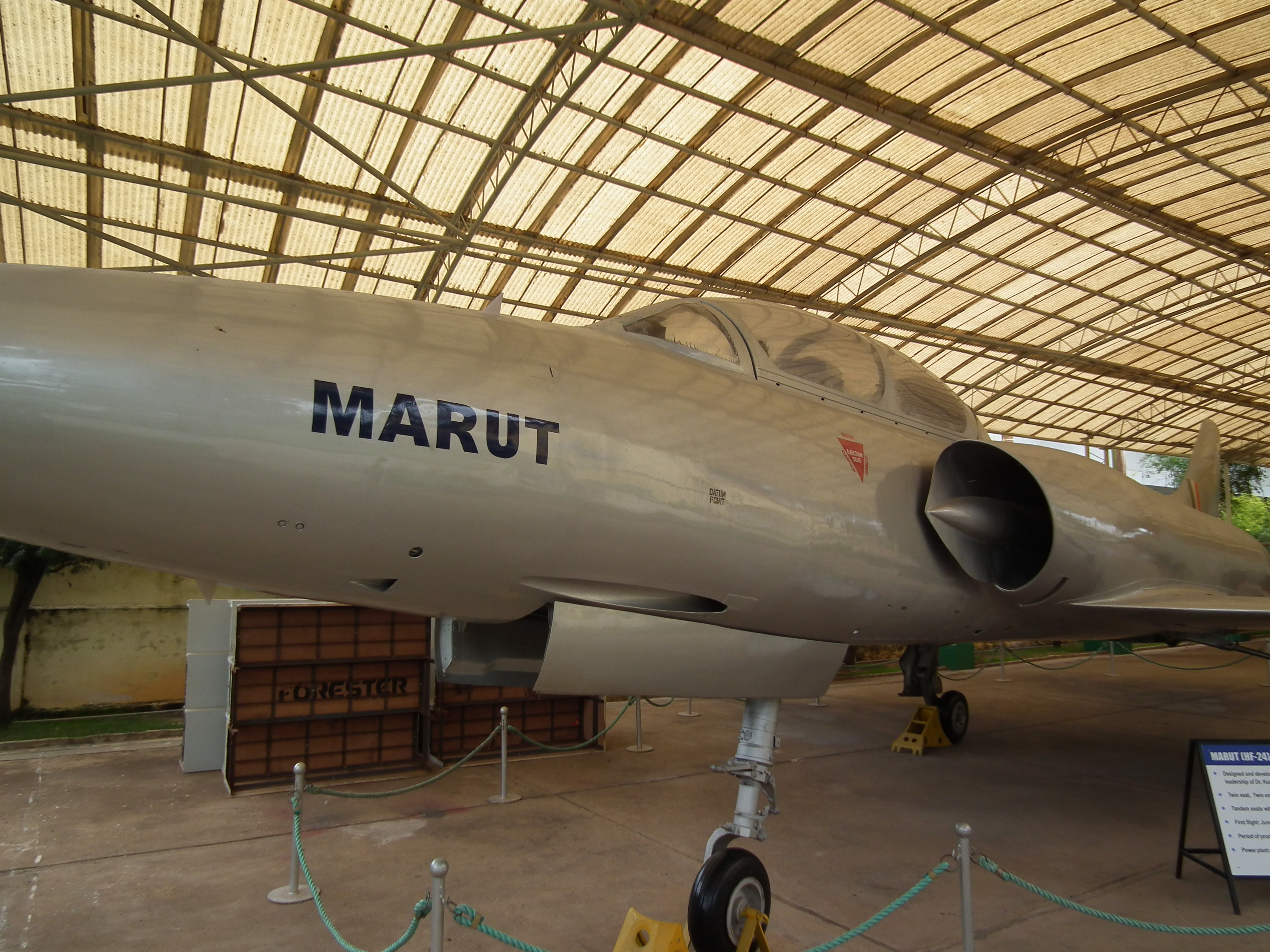
Durante o desenvolvimento do Marut, foram adotados 4 canhões ADEN Mk2 de 30 mm posicionados abaixo do cockpit. Posteriormente, dois dos canhões foram removidos.

Após a partilha da colônia da Índia feita pela Grã Bretanha surgiram dois novos países: Paquistão (muçulmano) e a Índia (hindu). A partilha forçada das Índias colocaria muçulmanos e hindus em permanente estado de conflito. Após a Guerra Indo-Paquistanesa de 1947, o Paquistão reforçou sua força aérea através de uma aliança com os Estados Unidos, o que permitiu a aquisição de jatos F-86 Sabre (e futuramente Lockheed F-104 Starfighter).
Enquanto isso, a Índia equipava sua força aérea com equipamentos e auxílio técnico britânico e recebeu jatos Hawker Hunter e de Havilland Vampire, além de ter adquirido o Dassault Ouragan.  Para diminuir a depedência estrangeira e ampliar sua indústria bélica, a Índia resolveu construir aeronaves sob licença e desenvolver suas próprias.
O marechal do ar e comandante da Força Aérea da Índia, Subroto Mukerjee, lançou em 1956 um programa de desenvolvimento de uma aeronave capaz de atingir mach 2. Para dirigi-lo, contratou o engenheiro alemão Kurt Tank e sua equipe. Tank trabalhava no desenvolvimento de aeronaves para o governo argentino de Perón até que este foi derrubado por um golpe de estado. Ao chegar a Bangalore, tinha em sua bagagem o projeto de uma nova aeronave.
Instalado em Bangalore, Tank dirigiu o Madras Institute of Technology que ficou responsável pela elaboração da nova aeronave enquanto que a Hindustan Aircraft Limited se encarregou de construí-la. O primeiro protótipo ficou pronto em de 1959 e foi exaustivamente testado como um planador, sendo rebocado por um Douglas Dakota e lançado de altitudes de 12 mil e 15 mil pés.  A primeira aeronave operacional teve sua construção iniciada em abril de 1960 e foi concluída no início do ano seguinte.
O jato, batizado de Marut (ou Maruta) termo sânscrito que significa Espírito da Tempestade, realizou seu primeiro voo em 17 de junho de 1961. Equipado com dois motores ingleses Bristol Siddeley Orpheus Mk 703 turbo de 21,6 kN (4.850 lbf ) cada, o Marut alcançou velocidade próxima de mach 1, se tornando a primeira aeronave desenvolvida na Ásia a quebrar a barreira do som.
Posteriormente, a indústria indiana nacionalizou a produção da turbina Orpheus. Essa medida facilitou a construção da pré-série de 18 aeronaves. No entanto, o governo indiano desejava que a aeronave atingisse mach 2. O desenvolvimento do Marut tomou toda a década de 1960, sendo atrasado por conta de limitações técnicas existentes na indústria aeronáutica da Índia.
Assim, a Índia resolveu firmar convênio de cooperação técnica com a União Soviética que forneceu o MiG 21 e o Sukhoi SU-7. Parte dessas aeronaves foi montada na Índia pela Hindustan, com supervisão soviética, o que contribuiu para o desenvolvimento da indústria aeronáutica local. Para dotar sua força aérea com uma aeronave de ataque, o governo indiano adquiriu o Dassault Mystère IV.
A segunda guerra indo paquistanesa serviu para demonstrar a fragilidade dos Vampire frente aos F-86 paquistaneses, além do envelhecimento dos Hunter. Para substituí-los, a Índia tinha duas opções: adquirir uma nova aeronave para fazer frente aos F-86 ou continuar a desenvolver o Marut. Em 1967, Kurt Tank e sua equipe deixaram o projeto enquanto que uma equipe de técnicos e cientistas indianos assumiu o mesmo. No início dos anos 1970, o governo da índia tentou importar o motor Turbo Union RB199 para equipar o Marut, porém a realização dos testes nucleares em Pokhran causou uma pressão internacional que impediu a aquisição de peças e novos motores, além de impedir a adoção de motores mais potentes para o jato indiano.  Por conta disso, o governo indiano resolveu abandonar o desenvolvimento do jato supersônico e assinou um novo convênio de cooperação técnica com a União Soviética (enquanto que o seu rival histórico Paquistão estreitava ainda mais sua relação com os Estados Unidos). Os soviéticos forneceram o MiG 23 e auxiliaram os indianos na implantação de uma linha de montagem dos MiG em Bangalore.

## Em operação

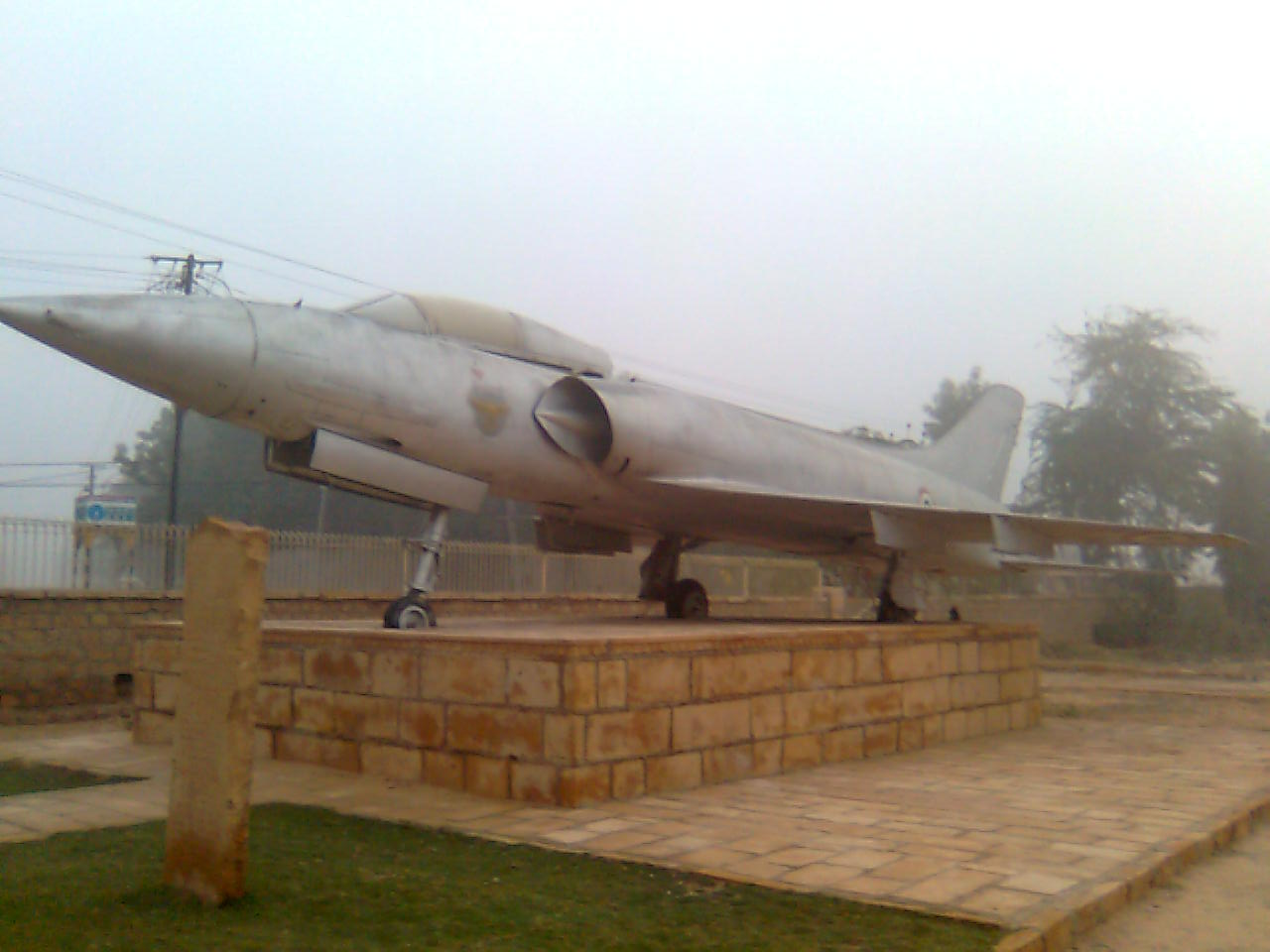
Um dos três Marut utilizados na Batalha de Longewala, durante a Guerra Indo-Paquistanesa de 1971. A aeronave está exposta em um monumento próximo ao local da batalha.

O Marut foi utilizado em combate pela primeria vez em 1971, durante a Guerra Indo-Paquistanesa de 1971. Empregado em combate ar-ar, o Marut revelou-se uma excelente aeronave de combate, destacando-se na Batalha de Longewala. Nenhum Marut foi derrubado em combates ar-ar. No entanto, quatro aeronaves foram derrubadas pela artilharia antiárea paquistanesa e duas foram destruídas em solo. Três pilotos operando o Marut foram agraciados com a Vir Chakra, medalha de reconhecimento dos serviços prestados.
Com a aquisição do MiG 23, o Marut foi relegado a segundo plano, servindo como aeronave de treinamento e instrução, ao lado do Gnat e de outras aeronaves. Os primerios Marut foram aposentadas em 1985 e as últimas aeronaves foram retiradas de serviço em 1990.

## Versões
- HF-24 MkI – monoposto de ataque ao solo e superioridade aérea, 139 aeronaves construídas;
- HF-24 Mk IT – biposto de treinamento, 18 aeronaves construídas;

## Utilizadores

### Ex utilizadores
- Índia – Força Aérea da Índia (1964-1990) – 147 aeronaves operadas nos esquadrões nº 10, 31 e 220.[1]